# Annapurna Maharana
Annapurna Maharana (Orissa, 3 de novembro de 1917 – Cuttack, 31 de dezembro de 2012) foi uma ativista pró-independência da Índia que participou do movimento de independência indiano. Além disso, destacou-se como uma defensora dos direitos sociais e das mulheres. Ela tinha uma forte ligação com Mohandas Gandhi, o líder pacifista da resistência indiana.

## Biografia
Filha de Rama Devi e Gopabandhu Choudhury, dois líderes do movimento de independência da Índia, Maharana nasceu em Orissa em 3 de novembro de 1917. Desde os quatorze anos, engajou-se na luta contra o colonialismo britânico, seguindo os princípios de Mohandas Gandhi. Em 1934, ela acompanhou Gandhi em uma marcha pelos direitos dos intocáveis (Harijan Pada Yatra) que percorreu Orissa de Puri a Bhadrak. Por sua resistência pacífica, foi presa diversas vezes pelos britânicos, especialmente durante o Movimento Quit India de 1942.
Depois que a Índia conquistou sua liberdade, Maharana continuou sua missão social e humanitária. Ela fundou uma escola para as crianças tribais em Rayagada, Orissa, e apoiou o Movimento Bhoodan de Vinoba Bhave, que incentivava a doação voluntária de terras aos pobres. Também trabalhou pela reintegração dos Dacoits, os bandidos do Vale do Chambal.
Em reconhecimento à sua trajetória de vida, Maharana recebeu um grau honorário (Honoris Causa) da Universidade Central de Orissa em 19 de agosto de 2012, em uma cerimônia em sua residência em Cuttack. Poucos meses depois, em 31 de dezembro de 2012, ela morreu em sua casa em Bakharabad, Cuttack, Orissa, às 22:30, aos 96 anos, vítima de complicações da velhice. Ela era viúva de Sarat Maharana, que morreu em 2009, e deixou dois filhos. Seu corpo foi cremado com honras no crematório Khannagar em Cuttack no dia 2 de janeiro de 2013.
Sua morte foi lamentada pelo governador de Orissa, Murlidhar Chandrakant Bhandare, e pelo chefe-ministro Naveen Patnaik, que a consideraram uma "perda irreparável" para o país e o estado.